# ホーンド・サーペント

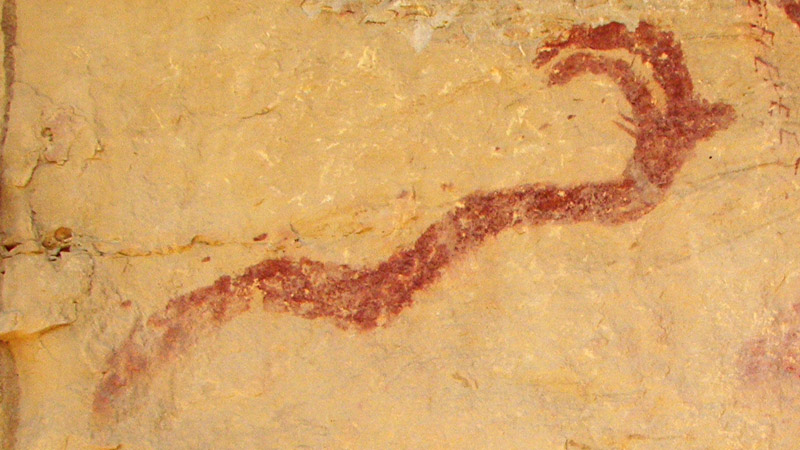
ホーンド・ サーペントを描いた壁画

ホーンド・ サーペント (英: Horned Serpent) は米国およびカナダのネイティブ・アメリカンに広く見られる怪物である。グレート・サーペントとも言われる。体は非常に長く、頭に2本の角があるのが特徴である。

## 説明
ホーンド・ サーペントには、悪意あるものもいれば友好的なものもいる。ミシサグナス族の人々は、オンタリオ湖近くの洞窟にはホーンド・サーペントが棲むために決して近づかなかったという。一方、ソーク族の言い伝えでは、ある若い女性が湖に住むホーンド・サーペントの卵を産んだことがあったという。
ホーンド・ サーペントの血を粉末状にすると魔力が得られるというが、ヒューロン族の伝承のように破滅の結果をもたらす、またマンダン族の伝承のように、ホーンド・ サーペントを食べた者は自分も水蛇になってしまうといわれる場合もある。
イロコイ諸族（現・イロコイ連邦）の伝承では、ホーンド・ サーペントの怒りが湖に嵐を起こすものと考えられていた。

## 関連書籍
- Gill, S. D., and I. F. Sullivan. Dictionary of Native American Mythology. Santa Barbara, Calif.; ABC-CLIO, 1992.（『世界の怪物・神獣事典』p. 487掲載の参考文献）
- Meurger, M., C. Gagnon. Lake monster traditions: a cross-cultural analysis. Fortean Tomes, 1988.（『世界の怪物・神獣事典』p. 488掲載の参考文献）